# Euphoria (programovací jazyk)
Euphoria je interpretovaný programovací jazyk, který původně vyvinul Robert Craig pro osobní počítače Atari ST. V současné době existuje jako Open Source pro platformy DOS32, WIN32, Linux, FreeBSD.

## Vlastnosti
Euphoria je interpretovaný jazyk vytvořený s důrazem na jednoduchost syntaxe a rychlost. Programy v něm vytvořené běží na operačních systémech DOS, Windows, Linux a FreeBSD.

Jedním z nejvýznamnějších specifik Euphorie je, že zná jen dva základní datové typy, jimiž jsou atomy a sekvence. Atomy jsou čísla a sekvence jsou kolekce složené z více čísel. Zároveň ovšem umožňuje snadnou tvorbu vlastních datových typů.

## Ukázka kódu
Tradiční program „Hello world“ vypadá takto:
```
puts(1,"Hello World!\n")
```